# Saint-Uze
Saint-Uze é uma comuna francesa na região administrativa de Auvérnia-Ródano-Alpes, no departamento de Drôme. Estende-se por uma área de 10,1 km². Em 2010 a comuna tinha 2 084 habitantes (densidade: 206,3 hab./km²).